# Мозырьское сельское поселение
Мо́зырьское се́льское поселе́ние — упразднённое муниципальное образование в составе Правдинского района Калининградской области. Административный центр поселения — посёлок Мозырь.

## История
Мозырьское сельское поселение образовано 1 января 2006 года в соответствии с законом Калининградской области № 476 от 21 декабря 2004 года. В его состав вошли территории Мозырьского и Фрунзенского сельских округов.
Законом Калининградской области от 27 апреля 2015 № 418, 1 января 2016 года все муниципальные образования «Правдинский район» — «Правдинское городское поселение», «Железнодорожное городское поселение», «Домновское сельское поселение» и «Мозырьское сельское поселение» — были преобразованы, путём их объединения, в Правдинский городской округ.

## География
На территории поселения находятся 25 посёлков. Население составляет 2600 человек (2010), из них в посёлке Мозырь проживает 524 человека.

## Население
| 2002 | 2010  | 2012  | 2013  | 2014  | 2015  |
| ---- | ----- | ----- | ----- | ----- | ----- |
| 1542 | ↗2303 | ↗2340 | ↘2298 | ↗2317 | ↘2301 |

## Состав сельского поселения
В состав сельского поселения входят 25 населённых пунктов
- Белкино (посёлок) — 53[7]
- Бородино (посёлок) — 14[7]
- Быстрянка (посёлок) — 14[7]
- Вершины (посёлок) — 60[7]
- Гусево (посёлок) — 249[7]
- Желудево (посёлок) — 53[7]
- Ивановка (посёлок) — 9[7]
- Короленково (посёлок) — 12[7]
- Красное (посёлок) — 150[7]
- Лазарево (посёлок) — 23[7]
- Линево (посёлок) — 51[7]
- Лискино (посёлок) — 11[7]
- Малодворки (посёлок) — 38[7]
- Мозырь (посёлок, административный центр) — 449[7]
- Ново-Бобруйск (посёлок) — 245[7]
- Охотничье (посёлок) — 25[7]
- Перевалово (посёлок) — 35[7]
- Подлипово (посёлок) — 291[7]
- Северный (посёлок) — 52[7]
- Сергеевка (посёлок) — 16[7]
- Тихое (посёлок) — 34[7]
- Фрунзенское (посёлок) — 184[7]
- Чайковское (посёлок) — 232[7]
- Черепаново (посёлок) — 3[7]
- Щербинино (посёлок) — 0[7]

## Достопримечательности
- Братская могила советских воинов в посёлке Мозырь.